# Pseudochthonius arubensis
Pseudochthonius arubensis is een soort pseudoschorpioenen uit de familie Chthoniidae.

## Etymologie
Zijn soortnaam, samengesteld uit arub[a] en het Latijnse achtervoegsel -ensis, dat "die leeft in, die woont" betekent, is aan hem gegeven vanwege de plaats van zijn ontdekking, Aruba.

## Verspreiding
Deze soort is endemisch voor Aruba. Hij werd aangetroffen in de Guadirikirigrot.

## Omschrijving
Het lichaam, inclusief cheliceer, is bijna 1,25 mm lang. P. arubensis heeft een geelachtige tot geelbruine kleur. De huid vertoont een patroon van kleine tegeltjes (tessellatie) op de pedipalpen, rugschild en buik. Op het dijbeen van de achterpoten en chelicera heeft de huid een enigszins schubachtig structuur. De haren dun en scherp.